# Ahmadou Sakhir Lô
Pour les articles homonymes, voir Lô.
Serigne Ahmadou Sakhir Lô, fils de Cheikh Ndiaye Anta Sylla Lô et de Fatou Dia, né en 1903 à Nguer Malal, communauté rurale située près de Louga du Sénégal, décédé le 30 mars 1988 à l'âge de 85 ans, est le fondateur de l'École moderne de Coki, communément appelée daara de Coki. Il a dédié sa vie à la science et à l'enseignement coranique.

## Biographie
Il a commencé ses études coraniques sous la direction de son père, dans son village natal avant de le quitter deux ans après pour passer tour à tour entre les mains de plusieurs autres grands maîtres. Il termina ses études coraniques très tôt mais animé d'une soif de connaissance insatiable, il entreprit un long périple à la recherche du savoir. Plusieurs grands maîtres l'eurent sous leur tutelle mais l'un des plus célèbres fut son maître et homonyme Serigne Ahmadou Sakhir Mbaye plus connu sous le nom de Mame Cheikh Mbaye (père de Serigne Sam Mbaye et de Djily Mbaye).
Il passa ainsi six ans à la recherche du savoir, passant un an à Saint-Louis, chez Serigne Ibrahima Diop, où il eut comme condisciples El Hadji Abdou Aziz Sy Dabakh, El Hadji Tafsir Diouf (Bargny), Serigne Alpha Mouhamadou Seck, entre autres.

## Postérité
Il a laissé derrière lui le célèbre institut moderne de Coki communément appelé daara de Coki qui fut fondé en 1939.
Le 17 novembre 1983, il est nommé Chevalier de l'Ordre des Palmes Académiques par décret présidentiel pour services rendus à la nation dans le domaine éducatif.
Un institut sis à Boune (Dakar) porte le nom de Ahmad Sakhir Lô.